# Oscar Pometti
Oscar Pometti (* 30. September 1962 in Quilmes) ist ein argentinischer Tangosänger und Gitarrist.

## Leben und Wirken
Pometti studierte Gesang bei Carmela Giuliano, Susana Naidich, Elizabeth Dolinska, Verónica Condomí, Mónica Capra, Flora Gil, Horacio Ahielo und Jorge Giavanelli, Gitarre bei Edgardo Acuña, Hugo Fumero, Aníbal Árias und Norman Baroni und Klavier bei Nely Pozzolo und Juanjo Monteleone.
1994 veröffentlichte er mit Edgardo Acuña eine CD mit argentinischer New-Age-Musik unter dem Titel Tantilián. Daneben betätigte er sich als Schauspieler und wurde als Komponist von Schauspielmusiken mehrfach ausgezeichnet. Ab 1998 wandte er sich ganz der Tangomusik zu. 2001–02 nahm er die CD Tangos de Amor auf, an der Tangomusiker wie Horacio Cabarcos, Fabián Bertero und Quinque Grecco, Mitglieder des Orquestra Nacional wie Andrés Spiller und Mario Tenreyro und als Gast u. a. Colacho Brizuela mitwirkten. Die CD wurde für den Latin Grammy nominiert und Pometti 2002 als Mejor Artista de Tango ausgezeichnet. Weitere Auszeichnungen erhielt Pometti 2004–05 vom Fondo Nacional de las Artes.
Im Centro Cultural León F. Rigoleau realisierte er 2002 mit Edgardo Acuña das Schauspiel Desde el Alma. Mit Carlos Ceretti übernahm er die musikalische Leitung für die CD-Reihe La Huella del Do. Auf deren erster CD Profecía en tango interpretierte er Tangos nach Texten von Héctor Negro, Carlos Ceretti, Alejandro Szwarcman, Ernesto Pierro, Raimundo Rosales, Edgardo Acuña und Kaly Alvarez, auf der zweiten (Guitarra con pico y alas) spielt Guillermina Beccar Folklorestücke für Kinder.